# Масленков, Игорь Леонидович
И́горь Леони́дович Масленко́в (21 июня 1919, Киев — 18 октября 1992, Киев) — украинский советский архитектор, член Союза архитекторов Украины с 1961 года.

## Биография
Родился в. Киеве, с 1927 года учился в средней школе № 57. В 1938—1941 годах учился на архитектурном факультете Киевского государственного художественного института (КГХИ).
24 июня 1941 года был призван в действующую армию, участник Великой Отечественной войны. Участвовал в обороне Киева, попал в окружение. После выхода из окружения и нахождения в спецлагере НКВД был отправлен на фронт в составе штрафного подразделения, после ранения все обвинения с него были сняты. Участвовал в боях в Восточной Пруссии, в боевых действиях против Японии, 1943 году получил контузию. 1944 награждён медалью «За боевые заслуги».
После демобилизации в июне 1946 года вернулся в Киев, продолжил обучение в КГХИ, который окончил в 1949 году по специальности архитектор-художник. С августа 1949 года — архитектор, старший архитектор, главный архитектор (с 1960 года) проектного института «Киевметропроект» — Киевский филиал Проектно-изыскательского института «Метрогипротранс».
С 1979 года на пенсии.
Умер в 1992 года после продолжительной болезни, похоронен в Киеве.

## Творчество

### Станции метрополитена
Архитектор — автор проектов станций Киевского метрополитена (в составе авторских коллективов):
- «Крещатик» (1960, совместно с архитекторами А. В. Добровольским, Н. С. Коломийцем, В. Д. Елизаровым, Г. И. Гранаткиным, С. И. Крушинским, Ю. В. Кисличенко по участием Ф. М. Зарембы и Н. М. Щукиной; художниками О. А. Грудзинской, Н. И. Фёдоровой) — памятник архитектуры местного значения; наземный вестибюль станции на улице Крещатик (1960, совместно с архитекторами А. В. Добровольским, В. Д. Елизаровым), вестибюль второго выхода на Институтскую улицу (1965, совместно с Ю. Б. Тягно);
- «Вокзальная» (1960, наземный вестибюль, совместно с архитектором А. В. Добровольским) — памятник архитектуры местного значения;
- «Гидропарк», «Левобережная», «Дарница» (1965, совместно с архитектором В. С. Богдановским);
- «Черниговская» (1968, бывшее название «Пионерская»; совместно с архитекторами В. С. Богдановским, Т. А. Целиковской);
- «Берестейская» (1971, бывшее название «Октябрьская»; совместно с архитекторами Б. И. Приймаком, В. С. Богдановским, Т. А. Целиковской; скульптором Б. М. Карловским);
- «Нивки» (1971, совместно с архитекторами Б. И. Приймаком, В. С. Богдановским, Т. А. Целиковской; художниками-керамистами Н. И. Фёдоровой, А. Г. Шарай, Г. С. Севрук);
- «Майдан Незалежности» (1976, бывшие названия «Площадь Калинина», «Площадь Октябрьской революции»; совместно с архитекторами Н. С. Коломийцем, М. М. Сыркиным, Ф. М. Зарембой; художником И. С. Марчуком);
- «Почтовая площадь» (1976, совместно с архитекторами В. С. Богдановским, Т. А. Целиковской, А. С. Крушинским; художниками И. Г. Левитской, Ю. В. Кисличенко);
- «Контрактовая площадь» (1976, бывшее название «Красная площадь»; совместно с архитекторами Б. И. Приймаком, Ф. М. Зарембой; художниками И. Г. Левитской, Ю. В. Кисличенко);
- «Лесная» (1979, бывшее название «Пионерская»;  совместно с архитекторами Т. А. Целиковской, А. С. Крушинским, Н. Л. Чуприно́й с участием А. М. Працюка, Ф. М. Зарембы, Л. И. Лепёхиной; художниками И. Г. Левитской, Ю. В. Кисличенко, Г. Г. Шарай);
- «Тараса Шевченко» (1980, совместно с архитекторами Т. А. Целиковской, А. С. Крушинским, А. М. Працюком; художником А. П. Миловзоровым);
- «Почайна» (1980, бывшее название «Петровка»; совместно с архитекторами Т. А. Целиковской, А. С. Крушинским, А. М. Працюком; художниками Л. Н. Семыкиной, С. М. Бароянцем).

- Станция метро «Крещатик»
- Наземный вестибюль станции метро «Вокзальная»
- Станция метро «Гидропарк»
- Станция метро «Левобережная»
- Станция метро «Дарница»
- Станция метро «Черниговская»
- Станция метро «Берестейская»
- Станция метро «Нивки»
- Станция метро «Майдан Незалежности»
- Станция метро «Почтовая площадь»
- Станция метро «Контрактовая площадь»
- Станция метро «Лесная»
- Станция метро «Тараса Шевченко»
- Станция метро «Почайна»

### Жилые дома, административные и производственные здания, инфраструктурные объекты
- Жилой дом по улице Энгельса, 3 (1950, восстановление) — памятник архитектуры и градостроительства местного значения.
- Заводоуправление, производственные корпуса Киевского радиозавода (1950-е, Киев, Дарница).
- Реконструкция Дворца культуры завода «Арсенал» по Московской улице, 3 (1959) — памятник архитектуры и градостроительства местного значения.
- Жилой дом по Московской улице, 5/2 (1952) — вновь выявленный объект культурного наследия, архитектура.
- Жилые дома Киевметростроя на Отрадном (1950-е годы).
- Дом культуры Киевметростроя (1953, восстановление, нынешний адрес — Прорезная улица, 6).
- Административное здание Киевметростроя (1953, восстановление, нынешний адрес — Прорезная улица, 8).
- Административное здание Киевского метрополитена по проспекту Победы, 35 (1965, совместно с архитектором Ю. Б. Тягно).
- Одесский морской вокзал, комплекс сооружений по обслуживанию пассажиров (1968; совместно с архитекторами В. С. Богдановским, Т. А. Целиковской).
- Эскалаторы у Потемкинской лестницы, г. Одесса (1971; совместно с архитекторами В. С. Богдановским, Т. А. Целиковской)
- Здания душкомбинатов для строительства станций метро в Киеве (1949—1979).

- Жилой дом по Лютеранской улице, 3
- Дом культуры завода «Арсенал»
- Жилой дом работников метростроя по Московской улице, 5/2

### Памятники
Автор — архитектор памятников:
- А. В. Гиталову, дважды Герою Социалистического Труда, с. Камышеватое (1961, скульптор М. Д Декерменджи).
- Василию Боженко в Киеве (1967, скульптор В. П. Винайкин, архитекторы — В. С. Богдановский и И. Л. Масленков)
- Футболистам киевского «Динамо» — участникам «матча смерти» в Киеве (1971, скульптор И. С. Горовой, архитекторы В. С. Богдановский, И. Л. Масленков).
- В. И. Ленину, Киев Алма-Атинская улица, на площади возле проходной Дарницкого вагоноремонтного завода (1959, скульптор С. С. Андрейченко). Демонтирован и перевезен на территорию завода в феврале 2014 года.
- Тарасу Шевченко в г. Шполе (1961, скульпторы М. К. Вронский, В. П. Олейник)
- Мемориалы погибшим во время Великой Отечественной войны (1968, с. Ольшана Черкасской области; 1971, с. Ичня Черниговской области; 1971, с. Сахновка Черкасской области и др.)

- Памятник футболистам киевского «Динамо» — участникам «Матча смерти»
- Памятник Василию Боженко
- Памятник В. И. Ленину на площади возле ДВРЗ
- Памятник Тарасу Шевченко в Шполе

## Публикации
- Книга «Киевский метрополитен», глава «Архитектура» (1962)
- Статьи о Киевский метрополитен в журналах: «Строительство и архитектура», «Городское хозяйство», «Метрострой».

## Семья
- Жена — Оливари Светлана Арсеньевна (род. 1923).
- Дочь — Масленкова Елена Игоревна (род. 1947) — кандидат искусствоведения, доцент.